# گومز ۱۷۸۵۶
سیارک ۱۷۸۵۶ (به انگلیسی: 17856 Gomes، نامگذاری:1998KL1) هفده هزار و هشتصد و پنجاه و ششمین سیارک کشف شده‌است که در ۱۸ مه ۱۹۹۸ کشف شد.
قدر مطلق سیارک برابر ۱۷.۸ است.